# Asymbolus galacticus
Asymbolus galacticus és una espècie de peix de la família dels esciliorrínids i de l'ordre dels carcariniformes.

## Morfologia
- Els mascles poden assolir 47,7 cm de longitud total.[4]

## Hàbitat
És un peix marí de clima tropical que viu entre 235-550 m de fondària.

## Reproducció
És ovípar.

## Distribució geogràfica
Es troba a Nova Caledònia.